# Jeux de l'Asie centrale
Les Jeux de l'Asie centrale ou Jeux Centrasiatiques sont une compétition multisports organisée tous les deux ans, sous l'égide du Conseil olympique d'Asie.
Ces Jeux rassemblent des sportifs d'Asie centrale.
La 1re édition s'est tenue à Tachkent en Ouzbékistan en 1995. La dernière remonte à 2011.

## Pays participants
Ce sont tous les États, anciennement soviétiques, du Turkestan :
- Kazakhstan
- Kirghizie
- Tadjikistan
- Turkménistan
- Ouzbékistan

En 1999, une délégation du Taïwan a été invitée.

## Éditions
L'édition de 2001 qui devait se tenir à Achgabat a été annulée. Celles de 2007 et 2009 n'ont également pas eu lieu.
- 1995 à Tachkent
- 1997 à Almaty
- 1999 à Bichkek
- 2003 à Douchambé
- 2005 à Tachkent
- 2011 à Almaty